# Saldías
Saldias (in basco e ufficialmente; in spagnolo Saldías) è un comune spagnolo di 138 abitanti situato nella comunità autonoma della Navarra.